# Mag Mell
En la mitología irlandesa, Mag Mell (en la escritura moderna: Magh Meall, que significa "llanura de alegría") fue un reino mítico al que se podía acceder a través de la muerte y/o la gloria. A diferencia de los inframundos de algunas mitologías, Mag Mell fue un paraíso placentero, identificado ya sea como una isla lejana al oeste de Irlanda, o como un reino debajo del océano. Como sea, Mag Mell fue similar a los Campos Elíseos de la mitología griega, y al igual que ellos, fue accesible únicamente para unos pocos elegidos. Además, Mag Mell, así como las otras numerosas islas míticas que se ha dicho que existieron a lo largo de la costa de Irlanda, nunca fue explícitamente declarada en cualquier mito sobreviviente como un lugar para la vida después de la muerte. Más bien, normalmente ha sido retratada como una ubicación paradisíaca poblada por deidades, la cual es ocasionalmente visitada por mortales aventureros. En su forma de isla fue visitada por varios héroes irlandeses y por monjes, formando la base de la mitología de aventura o "Echtra" como es definida por Myles Dillon en su libro Literatura primitiva irlandesa. Este otro-mundo es un sitio donde la enfermedad y la muerte no existen. Es un sitio de belleza y juventud eternas. Aquí, la música, la fuerza, la vida y todas las búsquedas placenteras vienen juntas en un solo lugar. Aquí la felicidad dura para siempre, nadie quiere comida o bebida. Es el equivalente irlandés de los Campos Elíseos griegos o del Valhalla nórdico.
Las leyendas dicen que su gobernante es el Rey Fomoré Tethra, o más frecuentemente Manannan mac Lir. La atracción de Mag Mell se extendió desde la era pagana a los tiempos cristianos. En historias posteriores, el reino no es tanto un destino para después de la muerte, sino más bien un Edén al que los aventureros podrían llegar viajando al oeste de Irlanda, a menudo alejados de su curso por tempestades providenciales mientras se encontraban en una misión inspiradora. Típicamente exploraban muchas otras islas fantásticas antes de lograr llegar a su destino y regresar a casa (o navegar). Entre estos viajeros se encuentran Brandán, Bran mac Febal (véase El Viaje de Bran), y Mael Dúin.
Los monjes irlandeses, siendo marinos reconocidos, indudablemente inspiraron tales historias y fueron inspirados por ellas. Alcanzaron y colonizaron un número de islas lejanas, y se especula incluso que Brandán hubo llegado al Nuevo Mundo mil años antes de que Colón.

## En medios de comunicación populares
- 'Mag Mell' es una ubicación en el juego Final Fantasy Crystal Chronicles, donde está ubicada la casa de los Carbuncles.
- 'Mag Mell' es el título de un álbum de la banda japonesa Mili.
- El álbum de la banda de Metal alemana SuidAkrA, Book of Dowth, incluye una canción titulada 'Mag Mell'.
- 'Mag Mell' es una ubicación en la serie de fantasías urbanas de Kersten Hamilton, Guerras de Duendes.
- 'Mag Mell' es el encuadre para la serie épica de fantasía El Ciclo de Harmatia de M.E. Vaughan.
- 'Mag Mell' es el nombre de un pueblo en el juego Dark Age of Camelot.
- 'Mag Mell' es el nombre del nuevo continente que aparece en el manga Mag Mell of the Sea Blue.